# Anders W. Mårtensson

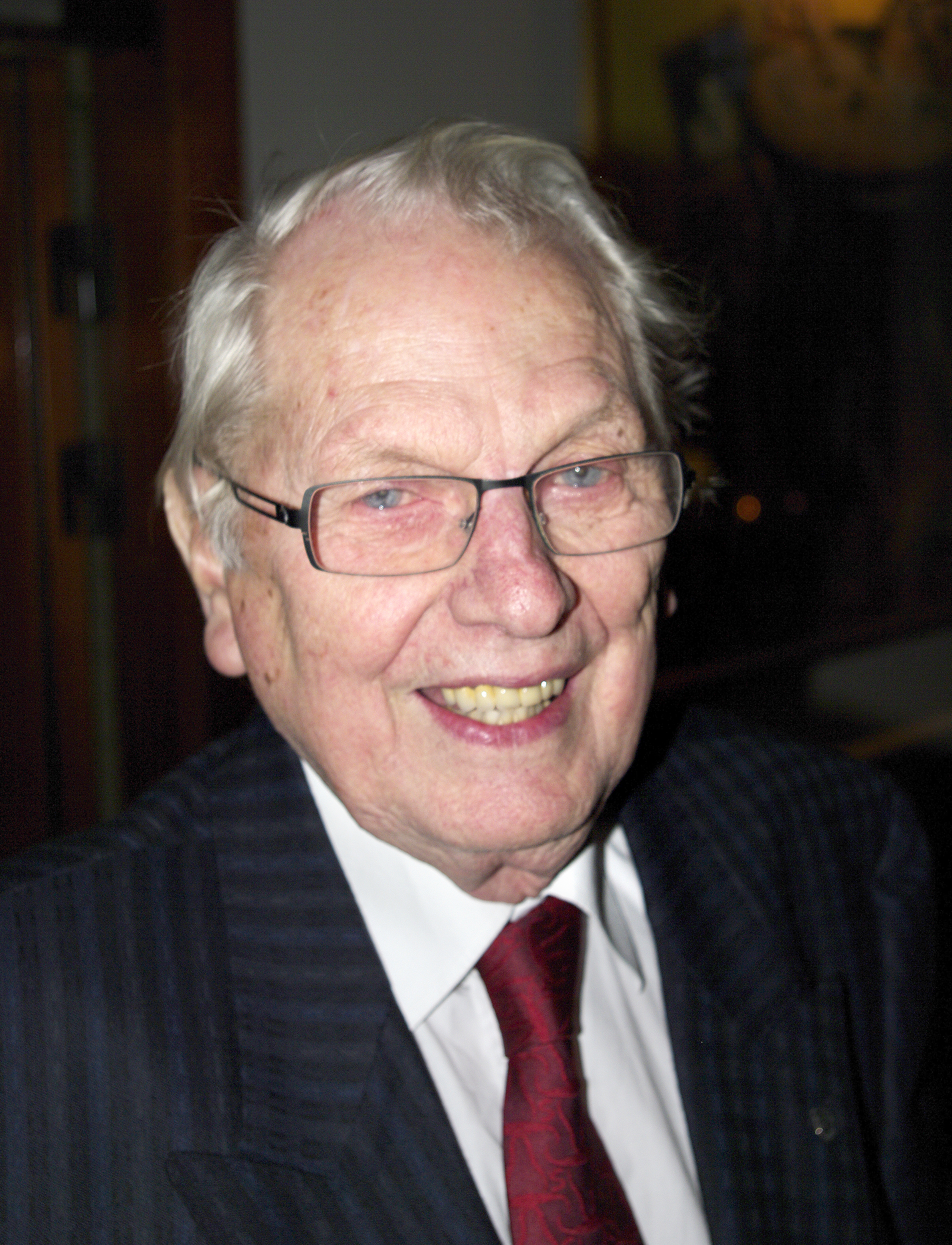
Anders W. Mårtensson år 2013.

Jan Anders Wilhelm Mårtensson, född 27 november 1931 i Ystad, död 25 oktober 2022 i Lund, var en svensk arkeolog och museiman. 
Efter studentexamen 1953 blev Mårtensson filosofie kandidat 1959 och filosofie licentiat vid Lunds universitet 1964. Han var amanuens och antikvarie vid Kulturen i Lund 1957–1968, stadsantikvarie i Lund 1968–1982 och chef för Kulturen 1982–1993. 
Mårtensson författade skrifter och artiklar i arkeologi och kulturhistoria, var medredaktör för Kulturens årsbok 1970–1972 och från 1983, redaktör för Acta archaeologica Lundensia 1968–1983 och årsboken Gamla Lund 1972–1983.
Anders W. Mårtensson skrev även flera böcker om Lunds medeltida historia, bland annat Kring katedralen i Lund (2012),  Lunds undre värld. Utgrävningar 1890–1939 (2016), Lunds undre värld. Utgrävningar 1940–1969 (2018) och Lunds undre värld. Utgrävningar 1970–1992 (2022). Han är gravsatt på Norra kyrkogården i Lund.